# Guillaume Guiart
Pour les articles homonymes, voir Guiart.
Guillaume Guiart, né à Orléans et mort vers 1316, est un chroniqueur et poète français.

## Biographie
On lui doit une chronique de plus de 21 000 vers en l'honneur de Philippe Le Bel. Cet ouvrage apporte de nombreux détails sur les guerres de Flandre de 1296 à 1304.

## Ses œuvres
- Le roumanz qui est apelez la branche des royaus lingnages, que GUILLAUME GUIART d'Orliens compila l'an de grace M. CCC et VI e à l'onneur de Phelippe le quart, roy de France, manuscrit lire en ligne sur Gallica.